# L'Atroce Volupté
L'Atroce Volupté est un drame en deux actes de Georges Neveux et Max Maurey, joué pour la première fois sur la scène du Théâtre des Deux Masques le 14 mars 1919.

## Personnages
- Djana, directrice
- de Sombreuse, son mari
- Robert, amant de Djana
- Jeanne, femme de chambre
- L'Infirmière
- Le docteur Brémond
- Le Professeur Ternier

## Sources
- Agnès Pierron, Grand Guignol, le théâtre des peurs de la Belle Époque, éd. Robert Laffont
- Grand Guignol CBAM